# Wahagyn Dawtian
Wahagyn Dawtian (ur. 19 sierpnia 1988 r. w Erywaniu) – ormiański gimnastyk, dwukrotny medalista mistrzostw Europy, srebrny medalista igrzysk europejskich.